# Christoph Förster (Komponist)
Johann Christoph Förster (* 30. November 1693 in Bibra; † 6. Dezember 1745 in Rudolstadt) war ein deutscher Komponist und Violinist des Spätbarock.

## Leben
Christoph Förster war der Sohn eines Ratskämmerers Christian Förster aus Bibra. Als zweiter Vorname wird in alten Lexika fälschlicherweise Heinrich angegeben, in den Kirchenbüchern von Bibra lediglich Christoph und im Rudolstädter Totenregister von 1745 steht Johann Christoph Friedrich Förster.
Seine musikalische Ausbildung begann Förster beim örtlichen Organisten Johann Philipp Pitzler. Ab 1710 lernte er Komposition und Kontrapunkt bei Johann David Heinichen in Weißenfels, der dort als Advokat tätig war. Danach wurde er Schüler bei Georg Friedrich Kauffmann, Kapellmeister und Hoforganist in Merseburg. Dort erhielt Förster 1717 eine Anstellung als Kammermusiker in der Sachsen-Merseburger Hofkapelle, bald darauf wurde er Konzertmeister. 1719 besuchte er Heinichen in Leipzig. 1723 war er mit seinem Dienstherren in Prag, bei der Krönung Karl IV. zum böhmischen König zugegen. Hier machte er Bekanntschaft mit den am Wiener Hof wirkenden Musikern Johann Joseph Fux, Francesco Bartolomeo Conti und Antonio Caldara. Anlässlich der Feierlichkeiten wirkte Förster an einer Aufführung der Oper Costanza e fortezza von Fux mit und konzertierte als Solist am Cembalo und an der Violine bei einem holländischen Gesandten.
Zum Geburtstag des Fürsten Friedrich Anton von Schwarzburg-Rudolstadt (1692–1744) spielte Förster als Solist unter der Leitung des Kapellmeisters Johann Graf. Ohne feste Anstellung seit dem Tode seines Dienstherren (1738) bewarb er sich um die Stelle des Vizekapellmeisters in Rudolstadt, die er am 3. Mai 1743 ohne feste Besoldung erhielt.
Förster unterhielt zahlreiche Kontakte zu anderen Musikern, so gehörte er zu den Subskribenten von Georg Philipp Telemanns Tafelmusik und dessen Pariser Quartette.

## Werke (Auswahl)
Der größte Teil von Försters Kompositionen gilt als verschollen, dazu gehören zahlreiche, ursprünglich im Bestand des Verlags Breitkopf & Härtel vorhandene Handschriften. Bei den Instrumentalwerken ist die Autorenschaft nicht immer gesichert. Die dreisätzigen Sinfonien haben italienische Stilmerkmale und seine Ouverturen entsprechen dem in Frankreich gebräuchlichen Muster. Beide Gattungen weisen Förster als einen Komponisten des galanten Stils aus.
Am Rudolstädter Hof wurde 1743 die Oper (Drama in musica) Fortuna trionfa, s’annida und 1745 Duchessa chi ti mira dé lodare aufgeführt.
- 26 geistliche Kantaten
- 11 weltliche Kantaten (befinden sich in den Bibliotheken von Sondershausen, des Brüsseler Konservatoriums und der Berliner Staatsbibliothek)
- Vierstimmige Vertonung des Psalm 117, (Violine principale, 2 Violinen, Viola, 2 Posaunen, Pauken und B.c.)
- Vierstimmige Messe (2 Klarinetten, Pauke, 2 Violinen, Viola, Cembalo) (Berliner Staatsbibliothek)
- 6 Ouvertures à 6, 7 et 8 in A, Es, B, G, D und E, (Bibliothek der Thomasschule Leipzig)
- 6 Symphonies à 4
- 6 Symphonies à 6 oder 10
- Zahlreiche Solokonzerte für Cembalo, Violine, Horn, Oboe, Flöte und Orchester
- mehrere Doppelkonzerte
- mehrere Gruppenkonzerte
- 6 Sonaten für Violine und B.c.
- Triosonate für 2 Violinen und B.c.
- 6 Sinfonie a due Violini, Viola, Cembalo e Violoncello con ripieni. (Hafner, Nürnberg)